# Contea di Breathitt
La contea di Breathitt in inglese Breathitt County è una contea dello Stato del Kentucky, negli Stati Uniti. La popolazione al censimento del 2000 era di 16 100 abitanti. Il capoluogo di contea è Jackson